# Francisco Freire Alemão

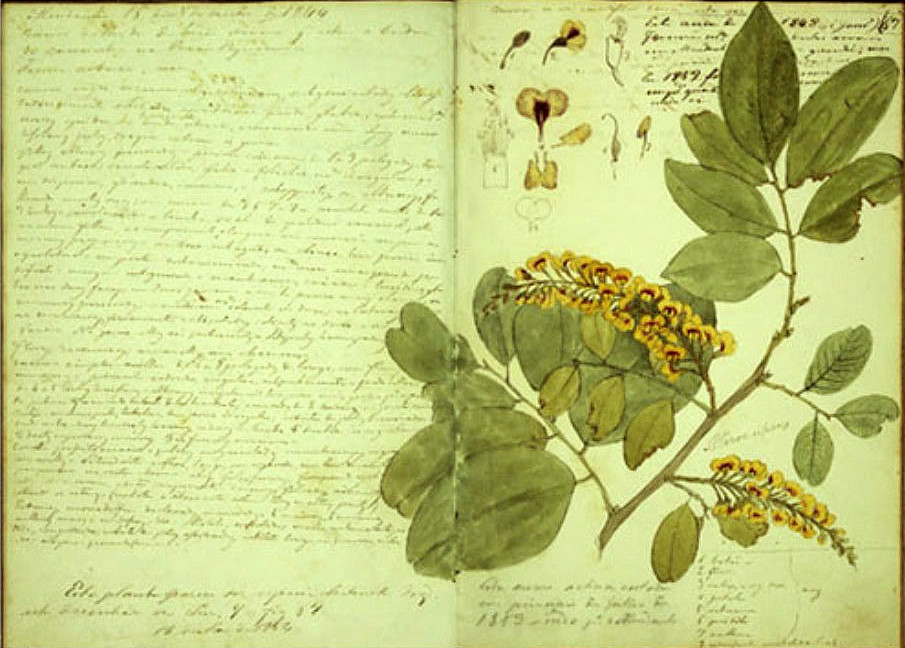
Francisco Freire Alemão - Estudos botânicos e descrições de plantas brasileiras

Francisco Freire Alemão de Cisneiro, na caligrafia original Francisco Freyre Allemão de Cysneiro, (24 de julho de 1797 — 11 de novembro de 1874) foi um médico, naturalista botânico brasileiro, que dedicou quase todo sua vida adulta ao estudo da botânica, buscando reconhecimento junto aos estudiosos da história natural no Brasil e aos botânicos europeus e tornou-se um precursor da ecologia.

## Biografia
Francisco Freire Alemão filho de lavradores da região da Serra do Mendanha, nascido na Fazenda do Mendanha situada na freguesia de Nossa Senhora do Desterro de Campo Grande, atualmente na zona oeste da cidade do Rio de Janeiro, capital do Estado do Rio de Janeiro, em 24 de junho de 1797. 
Em sua trajetória profissional, Alemão, segundo historiadores, por não possuir os recursos financeiros necessários para dedicar-se à carreira científica, inicialmente tornou-se sacristão. Outros, dizem, que seu pai alistou-o numa milícia (segunda linha), para evitar que ele fosse recrutado para as sangrentas lutas que ocorriam na província da Cisplatina em 1801. Sua mãe, insatisfeita com tal solução, teria solicitado ao padre Luís Pereira Duarte que o aceitasse como sacristão e assim pudesse retirar-se do serviço de militar, ocorrido mais tarde. Freire Alemão aprendeu a gramática latina. Ingressou no Seminário Episcopal São José, na cidade do Rio de Janeiro, em 1817, onde teve lições de história da Igreja, teologia moral e dogmática, grego, francês, inglês, espanhol, hebraico, latim, tendo inclusive, participado de cursos de física e mecânica. Tendo Luís Pereira Duarte, como seu protetor, Para conseguir meios de sustento, decidiu pelo abandono da carreira sacerdotal, onde proferiu aulas particulares de latim, para meninos, e de primeiras letras para moças.
Após a dispensa militar, retornou a cidade do Rio de Janeiro. As dificuldades de ordem financeira o impediam de ingressar em uma escola de medicina e em face da situação, seu irmão mais velho Antônio, de mesmo sobrenome, que cursava o segundo ano da Academia Médico-Cirúrgica do Rio de Janeiro, ofereceu-lhe ajuda financeira e também os primeiros ensinamentos de osteologia.
Em 1822 ingressou na Academia Médico-Cirúrgica do Rio de Janeiro, onde diplomou-se como cirurgião-aprovado, em 1827. Frequentou a Universidade de Paris, a convite do governo francês, quando foi aluno do químico Jean-Baptiste Dumas e do naturalista Georges Léopold Chrétien Frédéric Dagobert, o Barão Cuvier. Doutorou-se em medicina na Faculdade de Medicina de Paris, em 1831, com defesa da tese intitulada "Dissertation sur le goitre".
Estudou botânica e zoologia médicas (1833-1853) da Faculdade de Medicina do Rio de Janeiro, sendo jubilado em 1853. No curso de botânica médica e princípios elementares de zoologia apresentava lições teóricas orais com demonstrações práticas com espécies vegetais e também proporcionava aos alunos excursões botânicas pelo Rio de Janeiro.
Atuando também na politica, foi suplente de deputado pela Assembleia Legislativa Provincial do Rio de Janeiro, na 1.ª legislatura.
Foi designado como médico da Imperial Câmara em 1840, tal indicação decorreu do fato por ter conseguido curar o Imperador Pedro II de uma enfermidade.
Integrou a comitiva imperial em 1843, encarregada de acompanhar a vinda, de Nápoles ao Rio de Janeiro, da noiva do Imperador Pedro II, a então princesa D. Teresa Cristina, irmã de Dom Fernando (rei das Duas Sicílias). Posteriormente foi professor de botânica da Princesa Isabel e Princesa Leopoldina.
De 1858 a 1866 foi professor de ciências físicas e naturais na Escola Central, onde lecionou a cadeira de botânica, tendo recebido o título de major, como determinava o regulamento daquela instituição, sendo admirado por seus alunos.
Foi presidente e chefe da seção botânica da Comissão Científica de Exploração de 1859 á 1861, proposta pelo Instituto Histórico e Geográfico Brasileiro, que era composta de naturalistas e de engenheiros e tinha como objetivo a exploração científica das províncias do norte e nordeste do país. Esta comissão, que ficou conhecida como "Comissão das Borboletas", foi concretizada pela Lei de Orçamento e Despesas para os anos de 1857 e 1858, e organizou-se por seções: Botânica (Francisco Freire Alemão de Cisneiro), Geológica e Mineralógica (Guilherme Schüch de Capanema), Zoológica (Manoel Ferreira Lagos), Astronômica e Geográfica (Giacomo Raja Gabaglia), Etnográfica e Narrativa da Viagem (Antônio Gonçalves Dias).
A comissão deixou o Rio de Janeiro em janeiro de 1859 e percorreu o Ceará, Piauí, Pernambuco, Paraíba e Rio Grande do Norte, tendo sido chefiada por Manoel Ferreira Lagos. Nesta viagem Frei Alemão teve a seu lado, Manoel Freire Allemão, seu sobrinho. No Ceará foram colhidas vinte mil amostras de plantas, e muitas destas amostras, assim como instrumentos e outros materiais, foram incorporados ao acervo do então Museu Imperial e Nacional, no Rio de Janeiro.
Alemão participou de diversas associações profissionais e sociedades médicas, tendo feito parte do primeiro quadro da Sociedade de Medicina do Rio de Janeiro, posteriormente denominada Academia Imperial de Medicina, da qual foi presidente em duas ocasiões (3.º trimestre de 1832; 1838-1839). Foi sócio do Instituto Histórico e Geográfico Brasileiro, da Sociedade Auxiliadora da Indústria Nacional e da Sociedade Philomatica, membro honorário do Imperial Instituto Médico Fluminense, fundador e presidente da Sociedade Vilniana do Rio de Janeiro (1850-1856), e presidente da Sociedade Valenciana. Presidiu, em 1874, a Comissão de Botânica e Zoologia do Instituto Farmacêutico do Rio de Janeiro.
Foi fundador e presidente da Sociedade Vellosiana de Ciências Naturais, cuja sessão preparatória realizou-se, em 27 de julho de 1850, no Museu Imperial e Nacional, e teve sua sessão de abertura no dia 18 de outubro do mesmo ano. Esta associação foi idealizada por ele, com a ideia de reunir naturalistas na capital do Império, para estudar todos os objetos pertencentes à história natural do Brasil. Segundo Maria Margaret Lopes, seu rigor científico e sua compreensão sobre o quadro das ciências naturais no Brasil, o teria levado a restringir, inicialmente, o número de sócios, incorporando somente aqueles que tenham produzido trabalhos originais nos campos da zoologia, botânica e mineralogia. A Sociedade Vellosiana de Ciências Naturais era organizada por comissões permanentes, de mineralogia, de zoologia, de língua indígena, e de botânica, da qual ele próprio participava.
Em 1866, presidiu a comissão, da qual participavam Ladislau de Souza Mello Netto e Custódio Alves Serrão, destinada ao estudo e classificação de vegetais para o pavilhão brasileiro na Exposição Universal, a realizar-se em Paris no ano seguinte.
Em 10 de fevereiro de 1866 foi nomeado diretor do Museu Imperial e Nacional, cargo que ocupou até o ano de 1870, embora problemas de saúde o tenham afastado desta função em alguns momentos.
A fitografia, a histologia e a fisiologia vegetal foram, por mais de meio século, objetos de seus estudos e descobertas, especialmente as plantas dicotiledôneas. Era um ótimo desenhista, e realizou inúmeras herborizações, durante as quais observava cuidadosamente todos os detalhes, calculava a altura do tronco, media sua circunferência, e indagava a respeito do nome vulgar e das propriedades. As amostras colhidas eram analisadas, e caso fossem de espécies desconhecidas nos anais da fitografia, procedia com todos os procedimentos necessários para a apresentação de um tipo novo.
Formou-se médico pela Academia Médico-Cirúrgica do Rio de Janeiro e doutorou-se em medicina pela Universidade de Paris, defendendo a tese sobre o uso do iodo contra a "papeira".  Voltando ao Brasil, foi professor de botânica médica e zoologia em instituições de ensino superior como a Faculdade de Medicina do Rio de Janeiro e a Escola Central Militar. Presidente duas vezes da Academia Imperial de Medicina, fundou em 1850 a breve Sociedade Velosiana de Ciências Naturais para estudos da botânica. 

### Contribuições e trabalhos
Francisco Freire Alemão de Cisneiro descreveu muitas plantas, sendo que muitas destas conservam o nome dado por ele e criou numerosos gêneros.
Alemão, cunhou o nome científico a quarenta e cinco tipos da flora brasileira. Segundo Maria Margaret Lopes (1997) muitos destes tipos novos foram admitidos na "Flora Brasiliense", de Karl Friedrich Philipp von Martius, alguns foram incorporados como sinonímias e vários se mantiveram até os dias atuais.
Contribuiu para a notável obra de raridade de Von Martius – Minervas Brasiliensis, escrevendo em latim. Integrou a comissão científica que fez a exploração do Ceará (Comissão das Borboletas).
A Comissão Científica de Exploração, como foi chamada, foi um dos marcos para a afirmação de uma ciência nacional, compreendida como ciência feita por brasileiros, a fim de conhecer os temas brasileiros. Idealizada pelo Instituto Histórico e Geográfico Brasileiro para explorar as riquezas naturais do Ceará e logo chamada por seus críticos de Comissão das Borboletas, compunha-se de Freire Alemão, Guilherme Capanema, Manuel Ferreira Lagos, Giacomo Raja Gabaglia, o poeta Antônio Gonçalves Dias e o pintor José dos Reis Carvalho.
Como botânico, priorizou os estudos das madeiras nobres que poderiam ser usadas na construção naval, classificando espécies e criando gêneros novos de espécimes botânicos da flora brasileira. Buscou reconhecimento junto aos estudiosos da história natural no Brasil e aos botânicos europeus como Carl Friedrich von Martius, Michele Tenore, Achilles Richard, Friedrich Ernst Ludwig von Fischer, entre outros. Para reconstruir sua atuação no cenário científico brasileiro, tomamos como fontes os documentos da Coleção Freire Alemão, as biografias e as anotações autobiográficas do botânico, juntamente com obras de história das ciências e especialmente, da botânica.

### Prêmios
Recebeu condecorações de "Oficial da Ordem das Rosas" e "Cavalheiro de Cristo". Foi comissionado para ir à Itália buscar Teresa Cristina Maria de Bourbon, noiva do Imperador D. Pedro II. E depois de percorrer quase todo o Brasil em missões científicas, depois de desempenhar as mais elevadas funções públicas, voltou ao seu velho sítio do Mendanha, herança de seus pais: João Freira Allemão e dona Feliciana Angélica do Espírito Santo. Lá passou seus últimos anos de vida, morrendo deste modo no mesmo local de seu nascimento em 11 de novembro de 1874.

## Acervos e Fontes Documentais
Biblioteca Nacional do Brasil
Seção de Manuscritos

### Coleção Freire Alemão
Datas-limite: 1704-1848
Dimensão: 748 registros
Produtor: Francisco Freire Alemão, 1797-1874
História administrativa/biográfica: Francisco Freire Alemão e Cisneiro (Rio de Janeiro, 24 jul. 1797 – 11 nov. 1874) foi médico, naturalista e botânico. Médico particular de d. Pedro II, formado pela Escola Anatômica, Cirúrgica e Médica do Rio de Janeiro e doutor em medicina pela Universidade de Paris (1831), foi professor de botânica e zoologia da Escola de Medicina do Rio de Janeiro (1833), médico da Câmara Imperial (1841), professor de botânica da Escola Central de Engenheiros (1858), membro honorário da antiga Academia de Medicina, membro do Instituto Histórico de Paris, sócio do Instituto Histórico e Geográfico Brasileiro, diretor do Museu Nacional, entre outros cargos. Dentre suas atividades, em 1849, elaborou um projeto, a pedido do Ministério da Guerra, para um manejo sustentado das florestas. Chefiou a Comissão Científica de Exploração no Ceará (1859-1861), criada por iniciativa do Instituto Histórico e Geográfico Brasileiro. Participaram, além do naturalista, Guilherme Schüch de Capanema, Manoel Ferreira Lagos, Giacomo Raja Gabaglia, Gonçalves Dias e o desenhista cearense José dos Reis Carvalho. Freire Alemão recolheu cerca de 14.000 amostras de plantas, que constituíram na época a maior contribuição ao acervo de botânica do Museu Nacional. Freire Alemão viajou a Nápoles, em 1843, como um dos integrantes da comitiva encarregada de acompanhar a futura imperatriz Teresa Cristina para o Brasil. O cientista morreu em 1874, no sítio do Mendanha, Campo Grande, RJ, onde também nasceu. (Fonte: DAMASCENO, Darcy; CUNHA, Waldir da. Os manuscritos do Guia de coleções da Divisão de Manuscritos da Biblioteca Nacional 285 f botânico Freire Alemão: catálogo e transcrição. Anais da Biblioteca Nacional, 1961. Rio de Janeiro, v. 81, 372p., 1964).
História arquivística: a coleção foi adquirida em diversas etapas: em 1895: códice intitulado Livro 6º, cópia de sua correspondência com vários sábios e naturalistas da Europa, origem desconhecida; em 1913: por compra, a maior parte do acervo: Estudos botânicos, com 665 desenhos aquarelados, correspondência, documentos biográficos e papéis da Comissão Científica no Ceará; em 28 de dezembro de 1947: por doação, manuscritos sobre botânica doados pela sobrinha de Freire Alemão, Maria Freire de Vasconcelos; em 30 de setembro de 1968: por transferência da Divisão de Iconografia para a Divisão de Manuscritos, 42 desenhos intitulados Plantas e cartas, não constam do v. 81 dos Anais da Biblioteca Nacional (cf. notas de Waldir da Cunha).
Procedência: 1) procedência desconhecida, 1895; 2) compra a Maria Ângela Freire Alemão (viúva do titular), 1913, por 1.548$000; 3) doação de Maria Freire de Vasconcelos (sobrinha) em 28 de dezembro de 1947; 4) transferência da Divisão de Iconografia em 30 de setembro de 1968.
Conteúdo: estudos sobre medicina e botânica, notas de expedições, diários, notas sobre pesquisas, desenhos; correspondência do titular; documentos referentes a escravos; correspondências diversas; documentos referentes à expedição ao Ceará, com desenhos de Reis de Carvalho. Em 13,2,015: correspondência de Freire Alemão com botânicos do século XIX.
Idioma: português, alemão, francês,   latim
Instrumentos de pesquisa:
• ALEMÂO, Francisco Freire; ALEMÃO, Manoel Freire. Trabalhos da Comissão Scientifica de Exploração: secção botânica, 1º folheto. Rio de Janeiro:Typ. Universal de Laemmert, 1862. 14p., il. (IMP-12,3,17).
• ALEMÃO, Manoel Freire. Considerações sobre as plantas medicinaes da flora cearense. Rio de Janeiro: Typ. Laemmert, 1862. 47p. (IMP-12,3,18).286 Guia de coleções da Divisão de Manuscritos da Biblioteca Nacional
• ANTÔNIO Gonçalves Dias: catálogo de manuscritos e bibliografia. Anais da Biblioteca Nacional, 1952. Rio de Janeiro, v. 72, p. 190, 1952.
• CORRESPONDÊNCIA ativa de Antônio Gonçalves Dias. Anais da Biblioteca Nacional, 1964. Rio de Janeiro, v. 84, 1971. Correspondência com Freire Alemão e outros da Comissão Científica de Exploração.
• CORRESPONDÊNCIA passiva de Antônio Gonçalves Dias. Anais da Biblioteca Nacional, 1971. Rio de Janeiro, v. 91, p. 261-262, 1972.
• DAMASCENO, Darcy; CUNHA, Waldir da. Os manuscritos do botânico Freire Alemão: catálogo e transcrição. Anais da Biblioteca Nacional, 1961. Rio de Janeiro, v. 81, 372p., 1964.
• GAMA, José de Saldanha da. Biographia e apreciação dos trabalhos do botânico brasileiro Francisco Freire Allemão. R. IHGB, Rio de Janeiro, v. 38,pte. 2ª, p. 51-126, 1875.
• LAGOS, Manoel Ferreira. Trabalhos da Commissão Scientifica de Exploração: introducção. Rio de Janeiro: Typ. Universal de Laemmert, 1862. 170p. IMP 12,3,18.
Base de dados on-line:  http://acervo.bn.br/sophia_web/
Localização: I-28,01-11; I-28,07,002-010 (Flora cearense, 9v.); I-47,14,003; I-47,23,011; 05,4,018-034 (Estudos botânicos, desenhos,17v.); 13,2,15
Localização de cópias: microfilme: MS-548; BN Digital: parcialmente digitalizada
Acervos relacionados: coleções Brasil em Geral, Decimal, Gonçalves Dias.
Estágio de tratamento técnico: organizado